# わかれ雲
『わかれ雲』（わかれぐも）は、1951年に公開された五所平之助監督の日本映画。

## スタッフ
- 監督 : 五所平之助[2]

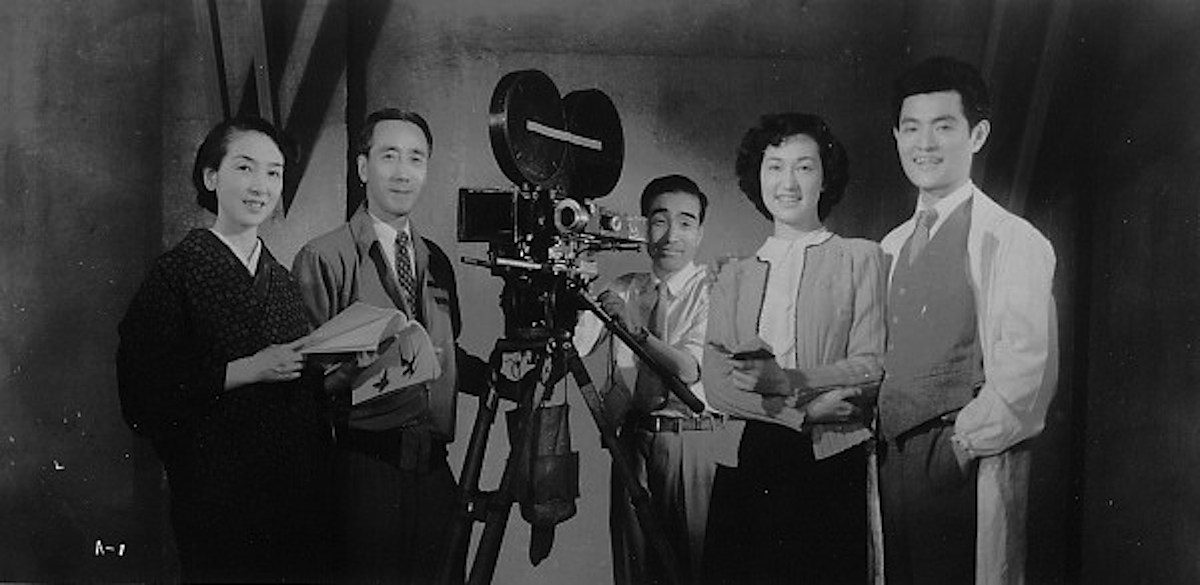
『わかれ雲』スタジオスチル。左から、川崎弘子, 五所平之助（監督）, 三浦光雄（撮影）, 沢村契惠子, 沼田曜一

- 脚本 : 館岡謙之助、田中澄江、五所平之助[2]
- 製作 : 平尾郁次、波根康正、内山義重[3]
- 撮影 : 三浦光雄[2]
- 音楽 : 斎藤一郎[2]
- 美術 : 久保一雄[2]
- 録音 : 長岡憲治[3]
- 照明 : 石川緑郎[3]
- 編集 : 長沢嘉樹[3]
- スチル : 秋山庄太郎[3]

## キャスト
- 沢村契惠子 : 藤村眞砂子[3]
- 大塚道子 : 澤タミ子[2]
- 岩崎加根子 : 山下茂子[2]
- 宮崎恭子 : 仲田久子[2]
- 関弘子 : 三木芳子[2]
- 沼田曜一 : 南猛[2], 医師
- 川崎弘子 : おせん[2], 旅館山田屋の女中
- 三津田健 : 藤村良平[2], 眞砂子の父
- 福田妙子 : 藤村玉枝[2], 眞砂子の継母
- 中村是好[2] : 旅館山田屋の主人
- 岡村文子 : おとき[2], 妻
- 倉田マユミ : とし枝[2], 娘
- 谷間小百合 : お清[2], 旅館山田屋の女中
- 稲葉義男[3]
- 深見恭三[3]
- 柳谷寛[3]
- 小峰千代子[3]
- 田中筆子[3]
- 塩谷益義[3]
- 加島春美[3]
- 石島房太郎[3]

## 受賞歴
- 1951年 第6回毎日映画コンクール
  - スタッフ部門美術賞 久保一雄『どっこい生きてる』、『わかれ雲』[4]